# Meripilus giganteus

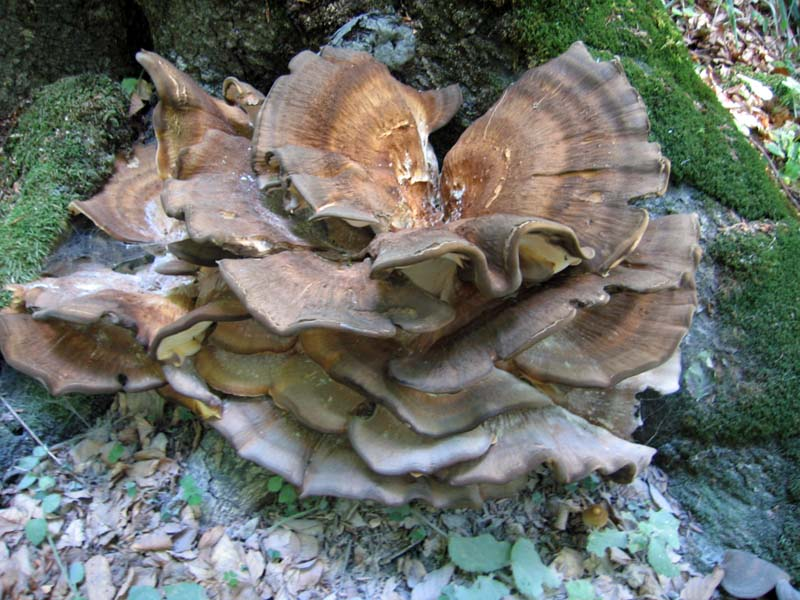

Il Meripilus giganteus (Pers., P. Karst., Bidr. Känn. Finl. Nat. Folk 37: 33 (1882)) è un fungo che può raggiungere dimensioni e peso notevoli.

## Descrizione della specie
Corpo fruttifero
Carpoforo con numerosi cappelli a forma di ventaglio, disposti intorno a una base comune, larghi 10–20 cm e spessi 1–2 cm ondulati, bruni; faccia superiore solcata radialmente e concentricamente di zonature bruno chiaro e bruno scuro; faccia inferiore biancastra, portante l'apparato imeniale (tubuli e pori).
Tubuli
Biancastri decorrenti, non separabili dal carpoforo, viranti nel nerastro al tocco.
Pori
Piccoli, subcircolari o poligonali, biancastri, nerastri al tatto.
Carne
Bianca, molle, fibrosa, leggermente acquosa.
- Odore: fungino e debolmente di lievito.
- Sapore: dolce e leggermente aspro.

Spore
Bianche in massa.

## Habitat
Cresce alla base delle latifoglie, ceppaie o radici, in estate-autunno.

## Commestibilità
buono quando è giovane; coriaceo, fibroso e non mangereccio a piena maturità.

## Etimologia
Dal latino "gigantus", di grande dimensioni.

## Sinonimi e binomi obsoleti
- Agaricus aequivocus (Holmsk.) E.H.L. Krause, Basidiomycetum Rostochiensium, Suppl. 4: 141 (1932)
- Agaricus multiplex Dill., Cat. Pl. Giss.: 23 (1719)
- Boletus acanthoides Bull., Herbier de la France: tab. 486 (1791)
- Boletus giganteus Pers., Neues Mag. Bot. 1: 108 (1794)
- Caloporus acanthoides (Bull.) Quél., Fl. mycol. (Paris): 406 (1888)
- Cladomeris acanthoides (Bull.) Quél., Enchiridion Fungorum, in Europa Media Præsertim in Gallia Vigentium (Paris): 168 (1886)
- Cladomeris giganteus (Pers.) Quél., Enchiridion Fungorum, in Europa Media Præsertim in Gallia Vigentium (Paris): 168 (1886)
- Clavaria aequivoca Holmsk., Beata Ruris Otia FUNGIS DANICIS 1: 32 (1790)
- Flabellopilus giganteus (Pers.) Kotl. & Pouzar, Česká Mykol. 11(3): 155 (1957)
- Grifola acanthoides (Bull.) Pilát, Beihefte Bot. Centralbl.: 53 (1934)
- Grifola gigantea (Pers.) Pilát, Bull. agr. impr. Sect. Econ. Dept. Fukuoka Prefecture Japan 1: 35 (1934)
- Grifola lentifrondosa Murrill, Bulletin of the New York Botanical Garden 8: 144 (1904)
- Meripilus lentifrondosus (Murrill) M.J. Larsen & Lombard [as 'lentifrondosa'], Mycologia 80(5): 618 (1988)
- Merisma acanthoides (Bull.) Gillet, Hyménomycètes (Alençon): 690 (1878)
- Merisma giganteum (Pers.) Gillet, Hyménomycètes (Alençon): 689 (1878)
- Polypilus frondosus var. intybaceus (Fr.) Bondartsev, The Bracket Fungi of the European Part of the U.S.S.R. and the Caucasus: 605 (1953)
- Polypilus giganteus (Pers.) Donk, Meded. Bot. Mus. Herb. Rijks Univ. Utrecht 9: 122 (1933)
- Polyporus acanthoides (Bull.) Fr., Epicrisis systematis mycologici (Uppsala): 448 (1838)
- Polyporus acanthoides Rostk., Deutschl. Flora, III (Pilze) 28: 37 (1848)
- Polyporus aequivocus (Holmsk.) E.H.L. Krause, Mecklenburgs Basidiomyceten: 13 (1934)
- Polyporus frondosus Fr., Epicrisis systematis mycologici (Uppsala): 446 (1838)
- Polyporus giganteus (Pers.) Fr., Observationes mycologicae (Kjøbenhavn) 1: 124 (1815)
- Polyporus lentifrondosus (Murrill) Murrill, Bulletin of the New York Botanical Garden 8: 153 (1912)

## Curiosità
Nel mese di settembre del 2013, nei pressi del comune di Pergola, alcuni membri dell'associazione micologica Valcesano hanno ritrovato un esemplare dalle dimensioni record, lungo circa 2,2 metri e pesante più di 80 chilogrammi.